# Aimez-vous Brahms… (film)
Pour l’article homonyme, voir Aimez-vous Brahms….
Pour le film de Michael Curtiz, voir Goodbye Again (film, 1933).
Pour plus de détails, voir Fiche technique et Distribution.
Aimez-vous Brahms… (Goodbye Again) est un film franco-américain d'Anatole Litvak, sorti en 1961 et inspiré du roman du même nom de Françoise Sagan.

## Synopsis
À Paris, Paula, séduisante quadragénaire et décoratrice d'intérieur est, depuis longtemps, la maîtresse de Roger, un homme d'affaires de son âge. Mais ce dernier n'a jamais répondu à ses attentes en lui proposant le mariage, désirant préserver son indépendance et sa liberté, surtout celle de parallèlement collectionner de nombreuses aventures galantes. Insatisfaite, Paula succombe aux avances du fils de Mme Van Der Besh, une cliente américaine. Philip est âgé de 25 ans et il l'aime passionnément. Mais confrontée aux regards réprobateurs sur la différence d'âge, à la jalousie et à la tristesse de Roger, à l'exaltation juvénile de Philip, Paula, la mort dans l'âme, met fin à sa liaison avec ce dernier lorsque Roger lui demande enfin de l'épouser. Désormais tout entière dévouée à son mari, elle s'aperçoit que celui-ci lui est de nouveau infidèle.

## Fiche technique
- Titre original : Goodbye Again
- Titre français : Aimez-vous Brahms…
- Réalisation : Anatole Litvak
- Scénario : Samuel A. Taylor d'après le roman de Françoise Sagan, Aimez-vous Brahms… (1959)
- Décors : Alexandre Trauner
- Costumes : Christian Dior pour Ingrid Bergman
- Photographie : Armand Thirard
- Son : Jacques Carrère
- Montage : Bert Bates
- Musique : Georges Auric
- Scripte : Lucie Lichtig
- Production : Anatole Litvak
- Sociétés de production : Argus Film (France), Mercury Productions (États-Unis)
- Société de distribution : United Artists (Belgique, France, États-Unis)
- Pays d'origine :  France,  États-Unis
- Langue originale : anglais
- Format : 35 mm — noir et blanc — 1.66:1 — son monophonique (Westrex Recording System)
- Genre : comédie dramatique
- Durée : 120 minutes
- Dates de sortie : 
  - France : mai 1961 (festival de Cannes), 24 mai 1961 (sortie nationale)
  - États-Unis : 29 juin 1961
- (fr) Classification CNC : tous publics (visa d'exploitation no 24822 délivré le 18 mai 1961)
- Affiche : Macario Gómez Quibus (Espagne)

## Distribution
- Ingrid Bergman (VF : elle-même) : Paula Tessier
- Anthony Perkins (VF : Jean-Claude Brialy) : Philip Van Der Besh
- Yves Montand (VF : lui-même) : Roger Demarest
- Jessie Royce Landis : Theresa Van Der Besh
- Pierre Dux : Me Lucien Fleury
- Jackie Lane : Maisie 1
- Uta Taeger : Gaby
- Allison Leggatt : Alice
- Jean Clark : Maisie 2
- Michèle Mercier : Maisie 3
- Diahann Carroll : la chanteuse
- Lee Patrick (non créditée) : Mme Fleury
- André Randall : M. Steiner
- Peter Bull : le client
- Jeanne Provost (non créditée) : Suzanne, la domestique des Van Der Besh
- Raymond Gérôme: Jimmy
- Jean Hébey : M. Chérel
- Annie Duperoux : Madeleine, fille de M. et Mme Fleury
- Paul Uny : un serveur
- Jean Ozenne : l'invité des Van Der Besh
- Germaine Delbat : l'ouvreuse à Pleyel
- Jean Michaud : François, le maître d'hôtel chez Maxim's
- Hélène Tossy : la serveuse chez Maxim's
- Paul Bonifas : le sommelier chez Maxim's
- David Horne : le conseiller de la reine à Westminster
- Colin Mann : l'assistant du conseiller à Westminster
- Henri Attal (non crédité) : un spectateur au concert
- Dominique Zardi (non crédité) : un spectateur au concert
- Personnalités en caméo, non créditées, figurant à L'Épi Club[1] :
  - Marcel Achard
  - Yul Brynner
  - Jean-Pierre Cassel (dansant)
  - Sacha Distel
  - Maurice Druon
  - Michel Garland
  - Yves-Marie Maurin
  - Moustache (dansant)
  - Jean-Loup Philippe
  - Françoise Sagan
  - Georges Sellier

## BO
- Chanson : Goodbye Again, paroles anglaises de Dory Langdon[Note 1] et musique de Georges Auric, interprétée par Diahann CarrollYves Montand et Anthony Perkins, rivaux dans le film, ont chacun enregistré leur version française écrite par Françoise Sagan sur la musique de Georges Auric : Quand tu dors près de moi[2]. La musique est en fait une adaptation du thème du troisième mouvement de la Symphonie no 3 de Johannes Brahms[Note 2].
- Musiques additionnelles : 
  - Symphonie no 1 et Symphonie no 3 de Johannes Brahms.
  - Paris Canaille, version instrumentale, musique de Léo Ferré.

## Production

### Scénario
Ingrid Bergman : « Enfin, j'ai un scénario. Ce n'est pas aussi bon que je l'avais espéré. J'ai écrit trois pages à la machine pour faire part de mes plaintes à Tola Litvak. Après tout, Sagan est une artiste. C'est vrai qu'il ne se passe pas grand-chose dans le livre et que, de ce fait, il est difficile de mettre de l'action dans le film. Mais j'aimerais au moins que Tola et son équipe restituent l'atmosphère qui me semble perdue. »

### Casting
- Françoise Sagan apparaît en caméo et n'est pas créditée au générique, comme autant d'autres personnalités célèbres parmi lesquelles : Henri Attal, Marcel Achard, Yul Brynner, Jean-Pierre Cassel, Sacha Distel, Maurice Druon, Dominique Zardi…
- On aperçoit également en caméo l'acteur Jean-Loup Philippe qui avait créé, avec Ingrid Bergman, la version française de la pièce Thé et Sympathie au théâtre de Paris en 1956[Note 4].

### Tournage
Début des prises de vue : 19 septembre 1960.

Intérieurs : studios de Boulogne (Boulogne-Billancourt, Hauts-de-Seine). L'Épi Club a été reconstitué dans ce studio. Sans doute de la même façon que pour les scènes se déroulant dans le restaurant Maxim's.

Extérieurs : 
- Paris : 
  - 1er arr. : quai des Orfèvres (appartement de Paula), place du Carrousel (balade de Philip en voiture).
  - 5e arr. : place du Panthéon, quai Saint-Michel, pont de l'Archevêché (balade de Philip en voiture).
  - 6e arr. : pont du Carrousel/quai Voltaire et rue des Saints-Pères (Paula fait les antiquaires avec Philip), quai des Grands-Augustins (balade de Philip en voiture).
  - 8e arr. : chez Maxim's[5] (Paula avec Philip et Roger avec Maisie 3), boulevard Haussmann (boutique de Paula), salle Pleyel/rue du Faubourg-Saint-Honoré (Paula et Philip au concert Brahms), avenue George-V (drague de Roger en face du Fouquet's) et église de la Madeleine, avenue des Champs-Élysées, place de l'Étoile, place de la Concorde et pont Alexandre-III, notamment pour la balade de Philip en voiture.
  - 16e arr. : un restaurant du bois de Boulogne (1er déjeuner de Paula et Philip) et restaurant Le Pré Catelan (déjeuner de Paula et Roger).
- Calvados : Deauville (Roger avec Maisie 2 à l’hôtel Royal).
- Londres : Philip au tribunal dans la Cité de Westminster.
- Val-de-Marne : Aéroport de Paris-Orly (départ de Roger rejoint par Paula).
- Yvelines : Montfort-L'Amaury (Paula et Philip à l’Auberge de La Moutière).

Ingrid Bergman : « Aujourd’hui, sur le plateau d’Aimez-vous Brahms…, c’est la pagaille la plus complète. Je suis assise dans un coin à regarder soixante journalistes boire un verre au bar. Les caméras de télévision sont en pleine action, et Françoise Sagan est là. Nous tournons des scènes qui se passent dans une boîte de nuit, et pour lesquelles on a reconstitué la boîte de Paris qui marche le mieux actuellement — L'Épi Club. Il y a là des « gens célèbres » comme Marcel Achard. Yul Brynner fait de la figuration, et Françoise Sagan joue son propre rôle assise à une table. Comme ils ne sont pas payés, ils boivent à l'œil ! C’est une scène très amusante où Anthony Perkins, complètement saoul, s'approche de la table où je suis installée avec Yves Montand. Tous les deux sont parfaits dans leur rôle. Il y a longtemps que je n'avais pas travaillé avec deux acteurs qui me plaisent autant. Ils sont charmants, ils ont chacun beaucoup de personnalité et sont très différents ; on comprend parfaitement que, dans mon rôle de Paula, je puisse les aimer tous les deux… »

## Accueil
- Compte rendu de Hollywood mettait le doigt sur la faiblesse fondamentale du film[3] : « Dans le rôle d’une femme murissante partagée entre un amant infidèle (Yves Montand) et un garçon instable et assoiffé d'amour (Tony Perkins), Bergman est aussi belle que jamais — et paradoxalement, c'est là le grand défaut du film. À quarante-six ans, elle est encore trop rayonnante, trop dynamique, trop équilibrée pour être convaincante dans le rôle d'une femme vieillissante. »
- L’accueil à San Francisco — Ingrid Bergman[3] : « Je me souviens, j'allais à San Francisco. […] Je n'avais pas encore passé la douane quand les journalistes qui m'attendaient ont attaqué : « Pourquoi avez-vous fait cet horrible film ? »
Une fois dehors, j'ai demandé : « Quel horrible film ?
— Aimez-vous Brahms ?, voyons ! »
J'ai expliqué : « C'est adapté d’un roman de Françoise Sagan, et à Paris, c'est un grand succès.
— Mais enfin, c'est un film terrible, affreux.
— Qu'est-ce qu'il a d'affreux ?
— Vous partagez la vie d'un homme avec qui vous n'êtes pas mariée, et vous prenez un amant assez jeune pour être votre fils. Quelle honte ! Et ensuite, vous retournez avec ce type avec qui vous vivez, qui vous a trompée pendant toutes ces années, et qui est tout prêt à recommencer. Mais qu'est-ce que c'est que ce genre de film ? »
Voilà comment réagissaient les journalistes de San Francisco réputés pour leur cynisme et leur dureté ! En fait, ils reflétaient l'opinion américaine, et aux États-Unis, le film n'a pas connu le moindre succès. »
- The New York Times[7],[Note 5] : « Anthony Perkins a non seulement le rôle le plus engageant, mais il l'interprète d'une manière si convaincante qu'il porte presque le film à lui tout seul. Dans son rôle de jeune homme lunatique aux regards nerveux qui tombe précipitamment amoureux d'une femme plus âgée et plus posée interprétée par Ingrid Bergman, son passage soudain de l'excitation au plus grand chagrin le rend totalement crédible. […] Mlle Bergman exprime une grande inquiétude, la compassion et la dignité, et donne l'impression d'être toute dévouée au Français Yves Montand. Mais son attitude envers M. Perkins reste celle d'une mère pour son fils. Elle ne semble brûler d'aucuns feux de la passion. Elle est juste une aimable, aisée et malheureuse femme. […] Yves Montand est apathique et, pour rendre sa situation encore plus ingrate, il semble n'être là que pour impressionner un certain nombre de nouvelles jeunes conquêtes exaltées. »

## Distinctions
Toutes ces informations proviennent de l'IMDb.

### Récompenses
- Festival de Cannes 1961 : prix d'interprétation masculine à Anthony Perkins.
- David di Donatello 1962 : David di Donatello du meilleur acteur étranger à Anthony Perkins ( ex aequo avec Spencer Tracy pour son interprétation dans Jugement à Nuremberg).

### Nominations
- Festival de Cannes 1961 : Anatole Litvak nommé pour la Palme d'or.
- Bambi 1962 : Anthony Perkins nommé pour le prix du meilleur acteur - International.

## Autour du film
Comme dans Bonjour tristesse (1958), autre adaptation d'un roman de Françoise Sagan, le film s'achève par une scène identique : assise devant sa coiffeuse, Paula, gagnée par la tristesse et le regard perdu dans son miroir, se démaquille machinalement comme la Cécile de Bonjour tristesse.

## Vidéo
(fr + en) Aimez-vous Brahms… (Goodbye Again) de Anatole  Litvak, BQHL Éditions, 24 mai 2016, 1 DVD zone 2 PAL, format 16/9, mono Dolby Digital, VF et VO sous-titres français, 120 min  (EAN 3573310008723) [présentation en ligne]